# Schoenoplectus orthorhizomatus
Schoenoplectus orthorhizomatus là loài thực vật có hoa trong họ Cói. Loài này được (Kats.Arai & Miyam.) Hayas. & H.Ohashi mô tả khoa học đầu tiên năm 2000.